# دریای آبی عمیق ۳
دریای آبی عمیق ۳ (به انگلیسی: Deep Blue Sea 3) یک فیلم علمی-تخیلی و دلهره‌آور آمریکایی محصول سال ۲۰۲۰ با بازی تانیا ریموند و ناتانیل بازولیک است. این سومین و آخرین قسمت از سری فیلم‌های دریای آبی عمیق و دنباله مستقیم دریای آبی عمیق ۲ می‌باشد.

## داستان
دکتر اما کالینز و تیمش سومین تابستان خود را در جزیره Little Happy در حال مطالعه روی تأثیر تغییرات آب و هوا بر کوسه‌های سفید بزرگی که هر سال برای زایمان نزدیک محل نگهداری می‌آیند می‌گذرانند. با این حال، وقتی یک تیم «علمی» در جستجوی سه کوسه نر حاضر می‌شوند زندگی مسالمت آمیز آنها مختل می‌شود …

## تولید
کار روی فیلم در تابستان ۲۰۱۹ آغاز شد. تولید این فیلم در می ۲۰۲۰ به پایان رسید.

## بازخوردها
فیلم در راتن تومیتوز بر اساس بررسی‌های ۱۴ منتقد، با میانگین امتیاز ۵٫۴ از ۱۰ درای، ۷۱٪ تاییدیه است. در بلادی دیسگاستینگ بیان کرد که اگرچه فیلم را نمی‌توان با معیارهای معمولی خوب در نظر گرفت، با این وجود لذت بخش بود.